# Cantón de Sains-en-Gohelle
El cantón de Sains-en-Gohelle era una división administrativa francesa, que estaba situada en el departamento de Paso de Calais y la región de Norte-Paso de Calais.

## Composición
El cantón estaba formado por seis comunas:
- Aix-Noulette
- Bouvigny-Boyeffles
- Gouy-Servins
- Hersin-Coupigny
- Sains-en-Gohelle
- Servins

## Supresión del cantón de Sains-en-Gohelle
En aplicación del Decreto nº 2014-233 de 24 de febrero de 2014, el cantón de Sains-en-Gohelle fue suprimido el 22 de marzo de 2015 y sus 6 comunas pasaron a formar parte; cinco del nuevo cantón de Bully-les-Mines y una del nuevo cantón de Nœux-les-Mines.